# Burg Zvířetice

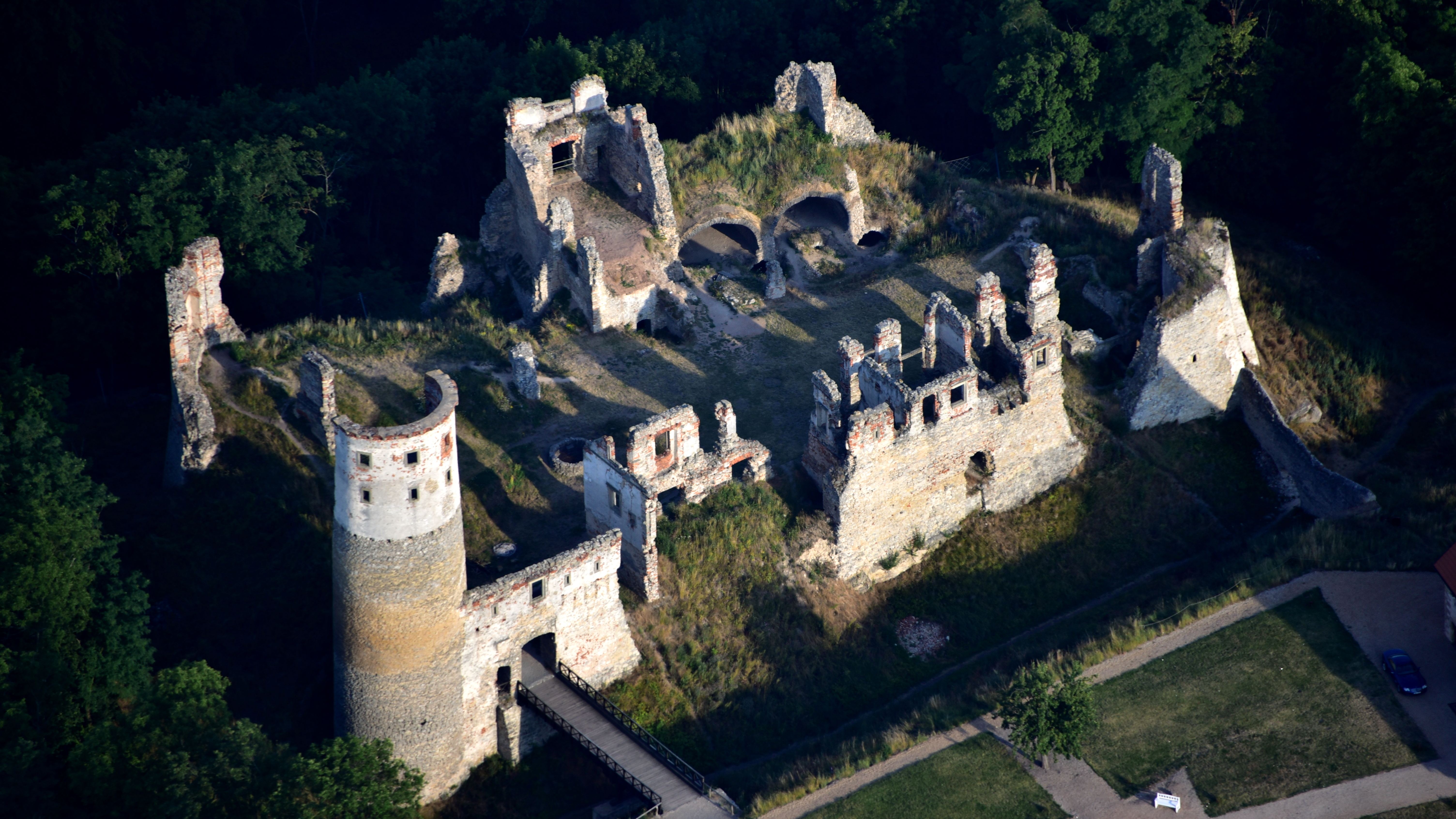
Burg Zvířetice, Luftaufnahme (2019)

Die Ruine der Burg Zvířetice (deutsch Alttabor) liegt am Fluss Jizera (Iser) im Okres Mladá Boleslav (Bezirk Jungbunzlau) in Tschechien, einen Kilometer von der Stadt Bakov nad Jizerou (Backofen an der Iser) entfernt.

## Geschichte
Die Burg wurde wahrscheinlich zu Beginn des 14. Jahrhunderts erbaut. Der Platz, unweit des alten Handelsweges von Prag nach Zittau, war günstig gewählt. An drei Seiten bieten steile Felsen natürlichen Schutz, nur die Westseite musste mit einem Burggraben und einer Mauer bewehrt werden.
Erbauer der Anlage war Zdislav von Lemberg, Sohn der heiliggesprochenen Zdislava. Dessen Nachkommen nahmen den Familiennamen Ze Zvířetic an und nutzten die Burg bis zum Beginn des 16. Jahrhunderts als Hauptwohnsitz.
1504 wurde der Familiensitz verkauft. Die Burg ging zuerst an Václav Sezimov z Ústí, 1528 an das Geschlecht Wartenberg und 1610 an Georg Wratislaw von Mitrowitz. Dieser starb sechs Jahre später kinderlos und vermachte sein Vermögen Jan Vlk z Kvítkova. Dessen Güter wurden nach dem Ständeaufstand 1618 konfisziert und 1623 von Albrecht Wenzel Eusebius von Waldstein aufgekauft, der die Herrschaft Jahr später seinem entfernten Vetter Maximilian von Waldstein übertrug. Dessen Enkel Ernst Josef von Waldstein (1654–1708) verband Zvířetice und einige umliegende Güter zu einem großen geschlossenen Grundbesitz; Wohnsitz der Herrschaft wurde aber ab 1690 das neu ausgebaute Schloss Mnichovo Hradiště.
Die ursprünglich gotische, in der zweiten Hälfte des 16. Jahrhunderts im Renaissancestil umgebaute Burg wurde durch zwei Brände stark beschädigt und nach dem zweiten Brand 1720 nicht mehr aufgebaut. Die Anlage ist heute eine Ruine. Der Bergfried, der im 19. Jahrhundert zu einem Aussichtsturm umgebaut wurde, ist frei zugänglich.